# Micha'el Nudelman
Micha'el Nudelman (hebrejsky: מיכאל נודלמן, Micha'el Nudlman; 30. června 1938 Kyjev – 25. prosinec 2018 Kirjat Šmona) byl izraelský politik a poslanec Knesetu za stranu Kadima.

## Biografie
Narodil se 30. června 1938 v Kyjevě v tehdejším Sovětském svazu, dnes na Ukrajině. Vysokoškolské vzdělání v oboru ekonomie získal na Lvovské polytechnice. Sloužil v sovětské armádě. V roce 1991 přesídil do Izraele. Hovořil hebrejsky, rusky, ukrajinsky a anglicky.

## Politická dráha
Zasedal v samosprávě města Kirjat Šmona, byl předsedou finančního odboru tamní radnice. Byl členem správní rady školy Tel Hai Academic College v nedalekém Tel Chaj.
V izraelském parlamentu zasedl poprvé po volbách do Knesetu v roce 1996, ve kterých kandidoval za stranu Jisra'el be-Alija. Ve volebním období 1996–1999 zastával mimo jiné funkci člena výboru finančního, výboru pro vědu a technologie (tomu i předsedal) a výboru pro záležitosti vnitra a životního prostředí. Během funkčního období se rozešel se svou stranou a založil vlastní politickou formaci Jisra'el ha-Mitchadešet nazývanou zpočátku Alija. Mandát obhájil ve volbách do Knesetu v roce 1999, ve kterých jeho strana Jisra'el ha-Mitchadešet nekandidovala, protože se mezitím sloučila se stranou Jisra'el Bejtejnu. V letech 1999–2003 zastával funkci člena petičního výboru, finančního výboru, výboru pro ekonomické záležitosti, výboru pro imigraci, absorpci a záležitosti diaspory, výboru pro status žen a výboru pro vzdělávání a kulturu. Zasedal v několika vyšetřovacích komisích a byl místopředsedou Knesetu, dočasně i předsedou.
V Knesetu si udržel křeslo i po volbách do Knesetu v roce 2003, kdy Jisra'el Bejtejnu kandidovala v rámci strany ha-Ichud ha-Le'umi. Mandát ukončil předčasně, v únoru 2006. Do té doby měl za sebou působení v parlamentním finančním výboru, ve výboru pro imigraci, absorpci a záležitosti diaspory, výboru pro ekonomické záležitosti, výboru pro drogové závislosti, výboru pro vědu a technologie, petičním výboru a byl rovněž členem podvýboru pro násilí ve sportu. Zastával nadále post místopředsedy Knesetu. Během funkčního období Jisra'el Bejtejnu opustila formaci ha-Ichud ha-Le'umi, ale Nudelman přešel do nově vzniklé strany Kadima. Za ní kandidoval ve volbách do Knesetu v roce 2006. Byl potom členem výboru pro imigraci, absorpci a záležitosti diaspory (tomu i předsedal), finančního výboru, výboru pro vzdělávání, kulturu a sport, výboru státní kontroly, výboru pro vědu a technologie a petičního výboru.
Ve volbách do Knesetu v roce 2009 obnovil stranu Jisra'el ha-Mitchadešet, ale ta se do parlamentu nedostala. Zemřel 14. února 2019.